# 獨孤庫者
獨孤庫者（?—?），南北朝雲中（今山西省大同市）人。
北魏之初，有三十六部，其先祖伏留屯，為部落大人。其父獨孤俟尼，和平年间（460年—465年），以良家子从雲中鎮守武川鎮。獨孤庫者為領民酋長，年轻时雄豪有節義，北州居民都非常敬服他。其子独孤信，为西魏八柱国之一。獨孤庫者的三个孙女，分别成为周明帝的明敬皇后、唐高祖的母亲、隋文帝的文献皇后。大统十四年（548年）西魏文帝追贈獨孤庫者为司空公，追封獨孤庫者的夫人費連氏常山郡君。隋文帝即位，追贈獨孤信为太師、上柱國、十州諸軍事、冀州刺史，封趙國公，邑一萬戶，諡号景。追贈獨孤庫者使持節、太尉、上柱國、定恆滄瀛平燕六州諸軍事、定州刺史，封趙國公，邑一萬戶。諡号恭。費連氏，贈太尉恭公夫人。